# Elisa de Lamartine
Elisa de Lamartine, também chamanda Marianne de Lamartine, nascida como Mary Ann Elisa Birch (Languedoc segundo seu registro de casamento ou em Londres segundo seu registro de óbito 13 de março de 1790 – Paris, 24 de maio de 1863) foi uma pintora e escultora francesa de origem britânica, esposa do poeta Lamartine.

## Biografia
Mary Ann conheceu Lamartine seu futuro esposo em fevereiro de 1819, vindo a se casarem em 6 de junho do ano seguinte, no castelo dos duques de Saboia, em Chambéry.
Morreu em consequência de erisipela que lhe atingira a cabeça, após dois dias de sofrimento, enquanto seu marido jazia imobilizado por crise de artrite; foi assistida pelo Dr. Clavel e pelo pároco de Madeleine, padre Deguerry, vindo a morrer na noite de quinta-feira, 24 de maio de 1863.